# Confine tra Indonesia e Papua Nuova Guinea
Il confine tra l'Indonesia e la Papua Nuova Guinea descrive la linea di demarcazione tra questi due Stati. È lungo 820 km e divide l'isola della Nuova Guinea in Oceania in due parti. Il settore orientale è costituito da una nazione indipendente, la Papua Nuova Guinea, mentre la parte occidentale forma la Nuova Guinea Occidentale, che fa parte dell'Indonesia. Il fatto che il confine sia praticamente rettilineo è un'eredità dalla colonizzazione europea. Il percorso attraversa un'area costituita perlopiù da foreste e zone umide, scarsamente popolata, di difficile accesso e a tratti impenetrabile.
Si tratta dell'unico confine terrestre che separa l'Asia dall'Oceania, nonché il solo (non marittimo) di quest'ultimo intero continente.

## Caratteristiche

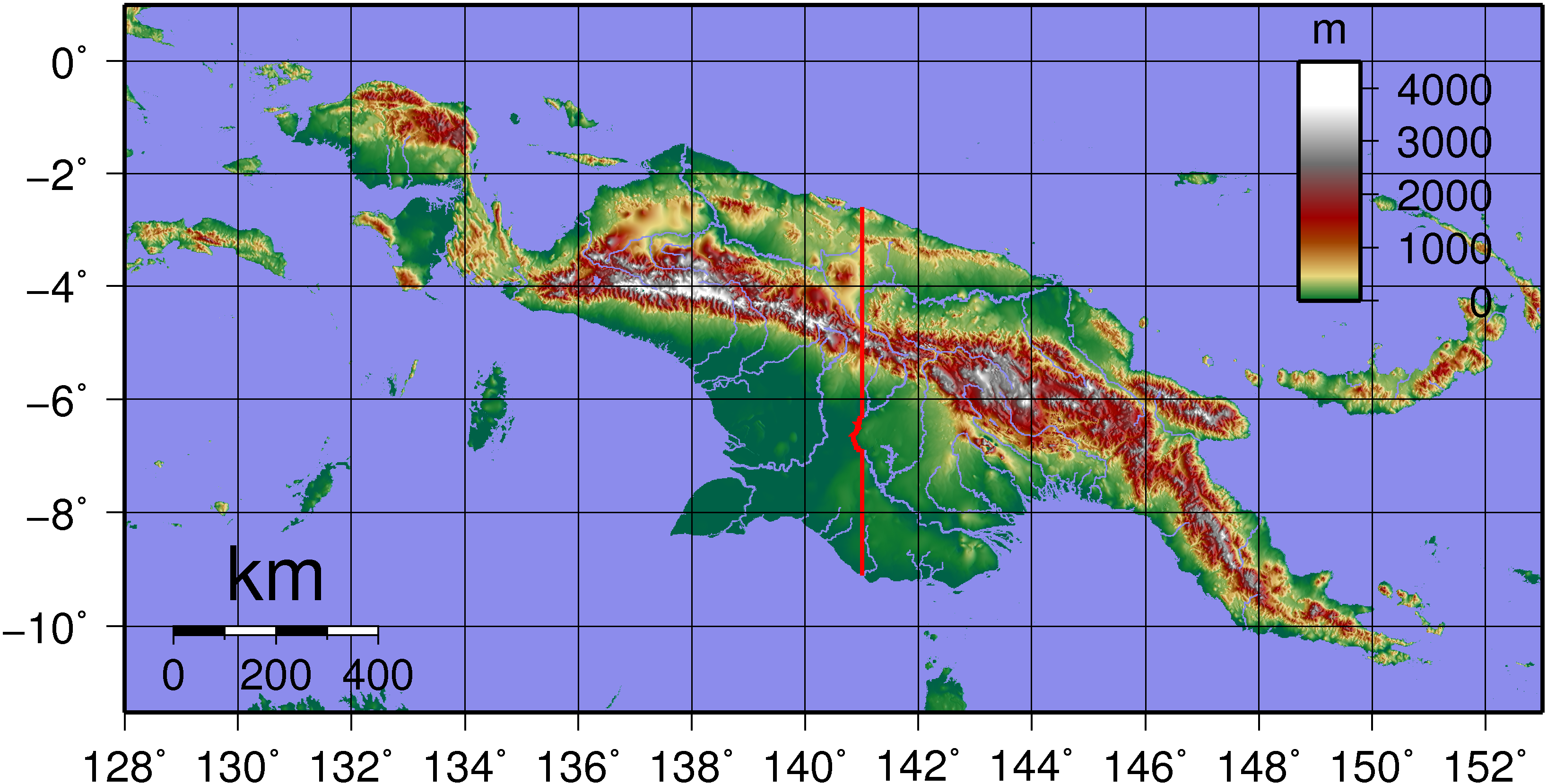
Mappa topografica della Nuova Guinea

Il confine terrestre segue da nord a sud il meridiano di 141º E. La maggior parte del tracciato si trova in una foresta pluviale tropicale, tranne la sezione centrale che è composta da alte montagne e foreste nebulose. La linea di demarcazione inizia a nord sulla costa dell'Oceano Pacifico all'incrocio tra meridiano 141° E e latitudine 2° 35' 37" all'altezza di Wutung, tra Vanimo e Jayapura. In seguito, attraversa una serie di rilievi calcarei che portano alla Cordigliera centrale di Bougainville. Il percorso procede quindi attraverso una vasta pianura paludosa, dove scorre il fiume Sepik. In quella zona si trovano le Star Mountains e la miniera di rame di Ok Tedi, uno dei motori dell'economia papuana, situata a soli 18 km dal confine. L'unico settore che si distacca parzialmente dal meridiano 141° E segue un breve tratto del fiume Fly (6° 19' 24" S). Il percorso tortuoso di questo corso d'acqua è seguito fino a un incrocio tra il meridiano 141° E (più precisamente presso longitudine 141° 01' 10") e la latitudine 6° 53' 33" S. Il confine termina infine nel mar degli Alfuri alla latitudine 9° 08' 08".
Nonostante con un giudizio sommario si potrebbe asserire che il confine risulta di facile individuazione, il percorso non è materialmente ben segnalato: negli anni '80 c'erano solo 14 cippi di confine lungo un percorso che supera gli 800 km di lunghezza. Dai documenti scritti degli anni '60 evince che il confine secava almeno una città e che diversi insediamenti amministrati dagli olandesi erano in realtà parte del territorio britannico/australiano. Addirittura nel 1980 fu scoperto che un villaggio incluso nei censimenti della Papua Nuova Guinea si trovava in realtà in Indonesia.

## Storia

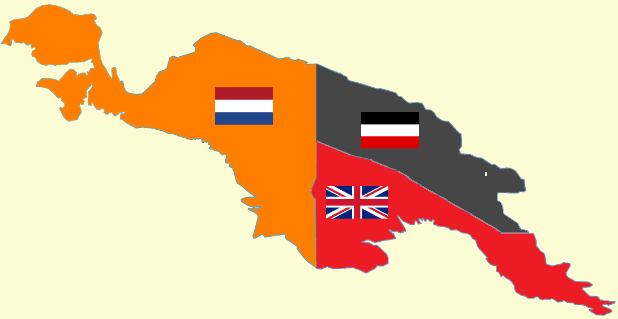
Nuova Guinea (1884-1919). In grigio la Nuova Guinea tedesca, in rosso il Territorio della Papuasia britannico e in arancione la Nuova Guinea Olandese.

L'origine del confine risale al 1848, quando i Paesi Bassi definirono i confini della propria porzione di Nuova Guinea, rientrante nelle Indie orientali olandesi e situata ad ovest dell'isola. Il settore orientale risultava invece diviso tra l'Impero tedesco e l'Impero britannico che vi stabilirono rispettivamente costituendo le colonie note come Nuova Guinea tedesca, nella parte settentrionale, e il Territorio dei Papua a sud nel 1884.
Il confine fu formalizzato nel 1885 e la sua struttura è rimasta invariata sino ad oggi. A seguito della sconfitta tedesca nella Grande Guerra durante il 1918, la Germania perse il possedimento che fu annesso all'Impero britannico tramite un mandato della Società delle Nazioni amministrato dal Dominion dell'Australia: la fusione tra il territorio dei Papua e la ex nuova Guinea tedesca fu formalizzata nel 1949. Il ribattezzato e neonato Territorio di Papua e Nuova Guinea scomparve quando alla Papua Nuova Guinea venne concessa l'indipendenza nel 1975. La parte occidentale dell'isola rimasta Olandese dopo l'indipendenza dell'Indonesia nel 1949 venne annessa da quest'ultima nel 1963. Nel 1975, fu ratificato un accordo che riconosceva nuovamente come valida la linea di demarcazione come strutturata in passato.

## Popolazione e spostamenti frontalieri
Il confine è situato in un'area scarsamente popolata, fatta eccezione per la sezione vicina al fiume Fly. L'intera isola della Nuova Guinea ha una rete viaria assai scarna e sussiste una strada che attraversa il confine sulla costa nord, tra Jayapura e Vanimo a Wutung. Nessun servizio di trasporto pubblico collega le due città e, inoltre, non è attivo un regolare trasporto marittimo o aereo tra i due Paesi. La separazione tracciata dal confine è rimasta, come detto, a lungo incerta nei fatti anche per via delle popolazioni locali, costituite principalmente da cacciatori-raccoglitori e agricoltori che praticano ancora la rudimentale pratica del debbio. Se il confine venisse tracciato in maniera rigida risulterebbero inoltre tagliate alcune rotte commerciali esistenti, poiché varie comunità locali hanno continuato ad attraversare il confine in base alle loro esigenze. Questo diritto di passaggio per le popolazioni locali è anche riconosciuto dal trattato sulla gestione delle frontiere sottoscritto dalle due nazioni. Durante la colonizzazione olandese, molti papuani del settore orientale dell'isola si recarono dall'altra parte del confine per beneficiare dei servizi superiori lì disponibili. Tuttavia, dopo l'acquisizione della colonia da parte dell'Indonesia, il flusso migratorio si invertì. Nel 1984-1986 molti rifugiati si recarono in Papua Nuova Guinea dopo lo scoppio di alcuni focolai di violenza scatenati da movimenti secessionisti nella provincia indonesiana. Gli sfollati ammontarono a 12.000. Il governo papuano cercò di incoraggiare i rimpatri volontari, ma di fronte al fallimento di questa politica di scelse di aprire un campo profughi presso East Awin nella Provincia Occidentale in prossimità di Kiunga, a circa 100 km dal confine per centralizzare i rifugiati. Sebbene alcuni di essi abbiano fatto ritorno nella Papua indonesiana, vi sono ancora 2.700 persone in questo campo, situato in una posizione abbastanza isolata e ora gestito dall'Alto Commissariato delle Nazioni Unite per i rifugiati; altre 7.000 persone sono state spostate in 8 campi ultimati nel corso del tempo lungo il confine.